# トゥー・ムーン
トゥー・ムーン（Two Moon Junction）は、1988年にアメリカで公開された官能ロマンス映画。監督、脚本をザルマン・キング、音楽をジョナサン・エリアスが担当した。
シェリリン・フェンの映画初主演作。この映画にはアカデミー賞を受賞したルイーズ・フレッチャー、同賞ノミネートのファニタ・ムーアがカメオ出演している。また、ミラ・ジョヴォヴィッチはこの作品が映画初出演、バール・アイヴス、エルヴェ・ヴィルシェーズは最後の出演作となった。
原題のTwo Moon Junctionはペリーとチャド、二人の男性の間で揺れ動くエイプリルの心情を表現しており、作中にも地名として登場する。
本作には男性や女性の裸体、ソフトな性描写が登場するため、R指定作品とされている。

## あらすじ
エイプリル（シェリリン・フェン）は、有力な上院議員の娘として南部の名家に生まれ、将来のエリートを約束されたチャド（マーティン・ヒューイット）と近々結婚することになっていた。しかし、チャドがマンションの販売契約の為にタスカルーサへ、家族は湖へ行ってしまい、エイプリルは一人家に取り残されてしまう。
ある日、彼女は出かけた先のカーニバルで、ペリー（リチャード・タイソン）と出会って恋に落ち、愛し合うようになる。
だが、エイプリルの祖母のベル（ルイーズ・フレッチャー）は孫の様子に気づき、保安官のホーキンズ（バール・アイヴス）にエイプリルの監視を依頼する。そして結婚式当日、ベルとホーキンズはペリーを排除しようと画策する。逃げるペリー、そして結婚式の最中にエイプリルはペリーを見つけ、キスをする。

## キャスト
- シェリリン・フェン - エイプリル・ディロプレ

名家の血を受け継ぐ美しい女性。
- リチャード・タイソン - ペリー・タイソン

逞しい肉体を持つ青年。
- ルイーズ・フレッチャー - ベル・ディロプレ

エイプリルの祖母。
- バール・アイヴス - シェリフ・アール・ホーキンズ

保安官。
- クリスティ・マクニコル - パティ・ジーン
- マーティン・ヒューイット - チャド・ダグラス・フェアチャイルド

エリートの条件を全て兼ね備えた。
- ファニタ・ムーア - デリラ
- ドン・ギャロウェイ - セネター・ディロプレ
- ミリー・パーキンス - ミセス・ディロプレ
- ミラ・ジョヴォヴィッチ - サマンサ・ディロプレ

## 受賞
- 第9回ゴールデンラズベリー賞
- 最低助演女優賞 クリスティ・マクニコル